# Tour de Quanzhou Bay
El Tour de Quanzhou Bay (oficialment Tour of Quanzhou Bay) és una cursa ciclista professional per etapes que es disputa a la Xina, el mes de desembre. Creada al 2017, ja formant part de l'UCI Àsia Tour.

## Palmarès
| Any  | Vencedor      | Segon              | Tercer             |
| ---- | ------------- | ------------------ | ------------------ |
| 2017 | Max Stedman   | Drew Morey         | Dawit Yemane       |
| 2018 | Max Stedman   | Fung Ka Hoo        | Marko Pavlič       |
| 2019 | Ryan Cavanagh | Mykhaylo Kononenko | Oleksandr Polivoda |